# 1306
| 1306               |
| ------------------ |
| Dødsfald - Fødsler |
|                    |

| Gregoriansk kalender | 1306 MCCCVI             |
| Ab urbe condita      | 2059                    |
| Armensk kalender     | 755 ԹՎ ՉԾԵ              |
| Kinesiske kalender   | 4002 – 4003 乙巳 – 丙午 |
| Etiopisk kalender    | 1298 – 1299             |
| Jødisk kalender      | 5066 – 5067             |
| Hindukalendere       |                         |
| - Vikram Samvat      | 1361 – 1362             |
| - Shaka Samvat       | 1228 – 1229             |
| - Kali Yuga          | 4407 – 4408             |
| Iransk kalender      | 684 – 685               |
| Islamisk kalender    | 705 – 706               |

Konge i Danmark: Erik 6. Menved 1286-1319

## Begivenheder
- Erik Menved angriber Marsk Stigs borg på Hjelm, og ødelægger den.
- En norsk flåde hærger danske kyster.
- 25. marts – Robert the Bruce bliver konge af Skotland.

## Dødsfald
- Jens Assersøn, biskop i Århus Domkirke.
- Jacopone da Todi, italiensk digter (født 1236).
- Torgils Knutsson, svensk rigsråd.